# Comanthera squarrosa
Comanthera squarrosa är en gräsväxtart som först beskrevs av Wilhelm Willy Otto Eugen Ruhland, och fick sitt nu gällande namn av L.R.Parra och Ana Maria Giulietti. Comanthera squarrosa ingår i släktet Comanthera, och familjen Eriocaulaceae. Utöver nominatformen finns också underarten C. s. elatior.